# Алмосита
Алмосита (на испански: Almócita) е населено място и община в Испания. Намира се в провинция Алмерия, в състава на автономната област Андалусия. Общината влиза в състава на района (комарка) Алпухара Алмериенсе. Заема площ от 30 km². Населението му е 185 души (по данни от 2010 г.). Разстоянието до административния център на провинцията е 54 km.

## Демография
| 1996 | 1998 | 1999 | 2000 | 2001 | 2002 | 2003 | 2004 | 2005 | 2006 |
| ---- | ---- | ---- | ---- | ---- | ---- | ---- | ---- | ---- | ---- |
| 193  | 187  | 185  | 175  | 166  | 162  | 161  | 165  | 167  | 156  |